# Kalinje
 Kalinje  falu Horvátországban Zágráb megyében. Közigazgatásilag Szentivánzelinához tartozik.

## Fekvése
Zágrábtól 28 km-re északkeletre, községközpontjától  2 km-re északra, a Medvednica-hegység keleti lejtőin fekszik.

## Története
A települést 1326-ban mint birtokot említik először. Neve a közönséges fagyal (ligustrum vulgare) horvát nevéből (kalina) származik. 1482-ben két nemesi előnévben szerepel, majd 1600-ban ismét birtokként említik. Faluként történt első említése csak 1704-ben az egyházi vizitációban szerepel
1857-ben 169, 1910-ben 382 lakosa volt. Trianonig Zágráb vármegye Szentivánzelinai járásához tartozott. 2001-ben 243 lakosa volt. 

## Nevezetességei
A Szentlélek tiszteletére szentelt temploma egy dombon található, ahonnan gyönyörű kilátás nyílik Zelina környékére. A templom 1910-ben épült egy régebbi épület helyén. Egyhajós épület, a hajónál keskenyebb szentéllyel és háromoldalú apszissal, valamint a főhomlokzat előtti négyzet alaprajzú harangtoronnyal. Az apszis déli oldala mentén található a sekrestye. A hajó boltíves. A Jézus Szíve és a Szentlélek eljövetele neo stílusú oltárait 1912-ben és 1913-ban készítette A. Zoratti maribori mester. Az orgona valószínűleg egy régebbi templomból származik, míg a hajó déli fala mentén található fa szószék későbbi munka. A templom a Zágráb megyei szakrális építészet jelentős példája.